# Miloševac (Velika Plana)
Miloševac (em cirílico: Милошевац) é uma vila da Sérvia localizada no município de Velika Plana, pertencente ao distrito de Podunavlje, na região de Veliko Pomoravlje. A sua população era de 2894 habitantes segundo o censo de 2011.

## Demografia
| 1948 | 1953 | 1961 | 1971 | 1981 | 1991 | 2002 | 2011 |
| ---- | ---- | ---- | ---- | ---- | ---- | ---- | ---- |
| 4201 | 4534 | 4460 | 4387 | 4361 | 4131 | 3426 | 2894 |